# فرنسيس فوستر (لاعب كريكت)
فرنسيس فوستر (بالإنجليزية: Francis Foster)‏ (1761 - 19 يوليو 1847) هو لاعب كريكت بريطاني (وحمل سابقاً جنسية المملكة المتحدة لبريطانيا العظمى وأيرلندا ومملكة بريطانيا العظمى).